# Mato Queimado
Mato Queimado é um município brasileiro do estado do Rio Grande do Sul. Sua população estimada em 2018 foi de 1.665 habitantes. 
Na região fala-se o dialeto germânico hunsriqueano rio-grandense.